# Lijst van personages uit Grand Theft Auto: San Andreas
Dit is een lijst van personages uit het videospel Grand Theft Auto: San Andreas. Het spel speelt zich af in 1992.
Veel personages zijn ingesproken door bekende acteurs, waaronder Samuel L. Jackson, James Woods, Frank Vincent en Peter Fonda. Ook hebben meerdere rappers, zoals MC Eiht, Ice-T, Frost en The Game de stemmen ingesproken voor meerdere bijpersonages.

## Hoofdpersonages

### Carl "CJ" Johnson
Geïntroduceerd in: De introductiefilm
Carl is de protagonist en antiheld in Grand Theft Auto: San Andreas. Zijn stem is ingesproken door Young Maylay.
Het spel draait om Carl die terugkeert naar San Andreas na vijf jaar in Liberty City te zijn geweest, omdat zijn moeder is vermoord.
Hier ontmoet hij zijn oude vrienden en broer weer. Daarna gaat hij de Grove Street Families weer op orde brengen. De Grove Street Families gebruiken nu drugs en werken niet meer samen als één bende. CJ gaat dit weer recht zetten.

### Frank Tenpenny
Geïntroduceerd in: De introductiefilm

Gestorven in: "End of the Line"
Frank Tenpenny is een corrupte politieagent van de Los Santos Police Department (LSPD) en is de antagonist in het verhaal. Tenpenny wordt uiteindelijk vervolgd voor het gebruik van drugs, seksueel misbruik, corruptie en afpersing. Als reactie hierop laat Tenpenny, CJ de meeste getuigen tegen hem vermoorden. Hierdoor wordt Tenpenny vrijgesproken wat zorgt voor rellen in Los Santos. Uiteindelijk gaat Tenpenny dood omdat hij de macht over het stuur verloor.
De stem van Tenpenny werd ingesproken door Samuel L. Jackson.

### Melvin "Big Smoke" Harris
Geïntroduceerd in: "Big Smoke"

Gestorven in: "End of the Line"
Melvin Harris (bijnaam: Big Smoke) is een van de vooraanstaande leden van de Grove Street Families. Hij heeft overgewicht en zorgt zo voor een vrolijke noot in het begin van het verhaal. Later in het spel verraadt hij de Grove Street Families om de grootste drugsbaas te worden in Los Santos. Hierdoor gaat hij samenwerken met rivaliserende bendes zoals de Ballas en Los Santos Vagos. Uiteindelijk wordt ook hij vermoord door CJ, doordat hij de Grove Street Families heeft verraden.
Zijn stem in het spel werd ingesproken door Clifton Powell.

### Sean "Sweet" Johnson
Geïntroduceerd in: De introductiefilm
Sean Johnson, veelal Sweet genoemd, is de broer van Carl en woont in een huis naast dat van CJ. Door het hele verhaal ligt Sweet zijn hart bij zijn familie, de bende en de buurt. Doordat hij drugs in de bende weigert keert Big Smoke zich tegen hem. Sweet steunt CJ door heel zijn campagne, ook al verwijt hij CJ de dood van hun jongere broertje Brian, wat ervoor zorgt dat CJ Los Santos verlaat. Na een poging van Sean om de Seville Families temple Boulevard Families en de Grove Street families te herenigen, wordt hij in een zwaar vuurgevecht opgepakt door de politie.
Tot het einde van het verhaal zit hij in een gevangenis maar wordt vrijgelaten door Mike Toreno.
Zijn stem werd verzorgd door Faizon Love.

### Lance "Ryder" Wilson
Geïntroduceerd in: "Sweet & Kendl"

Gestorven in: "Pier 69"
Lance Wilson (Ryder genoemd) is een belangrijk lid van de Grove Street Families en woont naast het Johnson House. Hij is verslaafd aan Marihuana en denkt zelf geniaal te zijn. In het begin helpt Ryder CJ aan wapens maar als blijkt dat hij banden heeft met de Ballas is de vriendschap snel over. Later in het verhaal wordt Ryder in San Fierro door CJ zelf vermoord.

### Cesar Vialpando
Geïntroduceerd in: "Cesar Vialpando"
Cesar Vialpando is het vriendje van Carl zijn zus Kendl. Ook is hij de leider van de Varrios Los Aztecas. In eerste instantie is CJ nogal afstandelijk tegenover Cesar, maar later worden ze goede vrienden. Cesar houdt verschrikkelijk veel van auto's en races en is een goede monteur en chauffeur. Uiteindelijk vraagt hij Kendl om te trouwen.
De stem werd ingesproken door Clifton Collins jr..

### Wu Zi Mu ("Woozie")
Geïntroduceerd in: "Wu Zi Mu"
Wu Zi Mu, of beter bekend als Woozie, is de blinde leider van de Mountain Cloud Boys Triads. Zijn bende bevindt zich in Chinatown van de stad San Fierro en in Las Venturas waar zij hun eigen casino hebben. Tot het einde blijf Woozie een betrouwbare vriend, zakenpartner en informant van CJ. Dit komt mede doordat Woozie bijna altijd vredig en kalm is.
De stem werd ingesproken door James Yaegashi.

## Bijpersonages

### Michael Toreno
Geïntroduceerd in: "Photo Opportunity"
Michael Toreno (Mike genoemd) is een undercoveragent van de overheid die vermomd is als een drugsdealer voor de Loco Syndicate.
Zijn stem werd ingesproken door James Woods.

### Ken Rosenberg
Geïntroduceerd in: "Don Peyote"
Ken Rosenberg fungeert als het middenman voor Leone, de Forelli en de Sindacco maffia families in Las Venturas, waar hij de Caligula's Palace casino beheert.
Zijn stem is ingesproken door William Fichtner.